# MAC-10
Military Armament Corporation Model 10, còn được gọi là Ingram MAC-10, M10 hay M-10 là loại súng máy nhỏ gọn, chủ yếu dùng hai loại đạn 9x19mm Parabellum và .45 ACP. Một loại nòng giảm thanh có hai đoạn với đoạn trước (đoạn gắn vào nòng) lớn hơn đoạn sau dành cho MAC-10 giúp nó giảm tiếng ồn và giảm độ giật vì vậy làm tăng khả năng kiểm soát khi bắn ở chế độ tự động hoàn toàn (mặc dù nó cũng làm MAC-10 mất cân đối).

## Thiết kế
MAC-10 có khối lượng 2,84 kg, chiều dài 584 mm khi mở báng và 269mm khi gập báng, nòng súng dài 146mm. MAC-10 khá ngắn và gọn so với những khẩu tiểu liên cùng thời lẫn hiện nay. Tuy nhiên, MAC-10 lại khá nặng so với các súng tiểu liên hiện đại vì vật liệu thời điểm chế tạo MAC-10 chưa thực sự phát triển hoặc chưa áp dụng tốt được. Thành phần chủ yếu của MAC-10 là thép, rất chắc chắn.
Cấu tạo của súng có hai phần chính: trên và dưới. Hai phần này được gắn kết với nhau bằng các đinh tán. Tay nắm chính của súng gắn chết vào phần dưới, được làm lõm và nhám phía sau để cầm nắm chắc chắn hơn. Cò súng được làm ngắn, sử dụng thoải mái; vành bao cò được làm khá nhỏ, không phù hợp với người bắn đang đeo găng tay. Một điểm độc đáo khác của MAC-10 chính là báng súng. Súng có báng kết hợp dạng khung kim loại hai nhánh ngang, phía sau là một khung kim loại khác dạng chữ L được gắn với khung trước thông qua một trục quay cứng. Ở trạng thái không sử dụng, phần khung kim loại trước sẽ được đẩy gọn và giấu vào trong thân. Phần chữ L phía sau sẽ được gập lên, gắn vào phần thước ngắm phía sau của súng.
Phần chữ L phía sau có thể được thay thế bằng báng gỗ để sử dụng thoải mái hơn. Báng cũng có thể tháo ra dễ dàng và người bắn vẫn thao tác tốt MAC-10 khi không có báng. Ở một số phiên bản hiện đại hóa hoặc người dùng tự độ về sau, MAC-10 sẽ trang bị các loại báng dạng khung polymer gập tương tự như các dòng tiểu liên hiện đại khác.
Súng sử dụng cơ chế nạp đạn bằng phản lực bắn thẳng rất tin cậy với thoi nạp đạn mở. Cơ chế này được chứng minh là rất hiệu quả trên các loại tiểu liên ngắn. Khe nhả vỏ đạn có kích thước lớn, nằm ngay bên thân trái của súng. Một điểm đặc biệt khác của MAC-10 chính là chốt lên đạn. Chốt lên đạn của súng dạng tròn, được làm bằng thép nhám, nằm ở phía trên của thân súng. Tuy nằm ở phía trên nhưng chốt lên đạn vẫn nằm thấp hơn và không ảnh hưởng gì đến tầm ngắm của người bắn. Khi bắn, chốt lên đạn sẽ giật và giữ vị trí cố định ở phía sau. Đây cũng là chốt an toàn của súng khi xạ thủ xoay chốt này 90°, lúc này súng sẽ bị khóa và chốt sẽ chặn cả tầm ngắm của súng. MAC-10 cũng có một chốt an toàn khác nằm bên phải của cò súng. Tuy nhiên, MAC-10 có độ chính xác rất kém nên chỉ thích hợp tác chiến ở tầm gần.

## Nòng giảm thanh của MAC-10
Phụ kiện đáng quan tâm bậc nhất của MAC-10 là nòng giảm thanh. Nòng giảm thanh của MAC-10 mang tính cách mạng vào thời điểm đó, được thiết kế bởi Mitchell Werbell III của công ty SIONICS, nên thường gọi là nòng giảm thanh SIONICS. Ống hãm thanh này có thiết kế hai đoạn với đoạn trước (đoạn gắn vào nòng) lớn hơn đoạn sau. Tuy nhiên, loại phụ kiện này khá lớn nên làm cho súng trở nên mất cân đối. Nòng giảm thanh SIONICS ban đầu dài 11,44 inch, đường kính tổng thể 2,13 inch và nặng 1,20 pound.

## Các nước sử dụng
- Bolivia[5]
- Chile[6]
- Trung Quốc
- Colombia[7]
- Cộng hòa Dominica[6]
- Hy Lạp[5]
- Guatemala[5]
- Honduras[5]
- Israel[5]
- Jordan
- Malaysia
- Mexico
- Maroc
- Thái Lan
- Việt Nam
- Ba Lan[5]
- Philippines
- Bồ Đào Nha[5]
- Ả Rập Xê Út[6]
- Hàn Quốc Trước đây được lực lượng Cơ quan Cảnh sát Quốc gia (Hàn Quốc) sử dụng
- Tây Ban Nha: Sử dụng bởi lực lượng cảnh sát.[8]
- Syria
- Vương quốc Liên hiệp Anh và Bắc Ireland: Sử dụng bởi SAS và Công ty tình báo 14 trong các hoạt động ở Bắc Ireland.[6]
- Hoa Kỳ: Sử dụng bởi LRRPs và SEALs, trong chiến tranh Việt Nam [6][9] và cuộc xâm lược Grenada.[1] Delta Force vẫn còn một số khẩu MAC-10 trong kho.[10]
- Venezuela[5]